# Henryk Woźniakowski
Henryk Woźniakowski né en 1949 à Cracovie est un éditeur et traducteur polonais.

## Biographie
Henryk Woźniakowski a fait ses études à l’université Jagellonne (lettres et philosophie) puis à l'université complutense de Madrid.
Dans les années 1970, Henryk Woźniakowski travaille dans l’édition, notamment pour Wydawnictwo Literackie. À partir de 1976, il devient rédacteur en chef adjoint du mensuel catholique indépendant Znak. À partir de la fin des années 1970 et dans les années 1980, il devient actif dans l’opposition démocratique anticommuniste et écrit pour diverses revues publications clandestines. Il est un des intellectuels membres du Comité de défense des ouvriers (en polonais Komitet Obrony Robotników, KOR).
En 1989-1990, il travaille pour le président du conseil des ministres du premier gouvernement non communiste polonais Tadeusz Mazowiecki. Il exerce les responsabilités de directeur du Bureau de presse du gouvernement, porte-parole adjoint, et de conseiller du Premier ministre.
Revenu dans la maison d'édition Znak, il en assure la présidence et la direction depuis 1991. Znak devient dans les années 1990 un des éditeurs les plus prolifiques en Pologne.
Il intervient également dans diverses fondations et associations, comme le Centre de la pensée politique ou la Fondation pour la culture chrétienne Znak. Il est membre du Conseil des fondateurs de la Fondation polonaise Robert Schuman (Polska Fundacja im. Roberta Schumana)
Il est un des fondateurs et dirigeants de l’Union démocratique (Unia Demokratyczna), puis de l’Union pour la Liberté (Unia Wolności).

## Œuvres personnelles
Henryk Woźniakowski a traduit en polonais différents ouvrages d'auteurs écrivant en espagnol, anglais et français (romans, livres de philosophie et essais), aussi variés que Sempé, Ortega y Gasset et Unamuno par exemple.
Il a également publié de nombreux articles sur la philosophie sociale, la politique et la religion dans des revues tels que Znak, Tygodnik Powszechny, Więź (pl), Przegląd Polityczny, Res Publica, l’Altra Europa, Cadmos, La Revue Tocqueville... ainsi que des contributions à des ouvrages collectifs.
Il intervient régulièrement lors de colloques ou conférences à l’Université Jagellonne, l’Université Complutense, l’Université de Fribourg, dans des universités américaines), à l’Institut polonais de Paris et l’Université pontificale Jean-Paul II de Cracovie.

## Famille
Il est le fils de Jacek Woźniakowski, qui a été le premier président (maire) de Cracovie de l'ère post-communiste.
Il est le frère de Róża Thun, députée polonaise (élue sur la liste Plateforme civique) au Parlement européen (groupe du parti populaire européen).

## Récompenses et distinctions
- Henryk Woźniakowski est notamment officier de l'Ordre national du Mérite français et de l'Ordre Polonia Restituta[2].